# Oxychilus agostinhoi
Oxychilus agostinhoi es una especie de molusco gasterópodo de la familia Oxychilidae en el orden de los Stylommatophora.

## Distribución geográfica
Es  endémica de Portugal.  